# Комински, Моррис
Моррис Комински (англ. Morris Kominsky) (28 сентября 1901 — апрель 1975) — американский коммунист. Автор книги «Обманщики: просто лгуны, выдумщики и закоренелые лжецы» (англ. The Hoaxers: Plain Liars, Fancy Liars and Damned Liars)

## Биография
Родился 28 сентября 1901 года.
В 1938 году выдвигался кандидатом в губернаторы Род-Айленда от Коммунистической партии США, но проиграл выборы республиканцу Уильяму Генри Вндербильту III. Собрание рукописей Комински хранятся в Южнокалифорнийской библиотеке общественных наук и исследований в Лос-Анджелесе и в Центре Джейкоба радера Маркуса Американских еврейских архивов.

## Обманщики: просто лгуны, выдумщики и закоренелые лжецы
Из предисловия следует, что книга была предназначена стать первым из двух томов «изучения тенденций Соединенных Штатов Америки к фашизму и Третьей мировой войны». Второй том «Америка переживает катастрофу» (англ. America Faces Disaster) так и не был издан. Комински видел своё предназначение в том, чтобы рассказать «историю групп, отдельных лиц, и политиков, которые ставят под угрозу граждан США, а также остальную часть человечества». До публикации «Обманщиков» рабочим названием для обоих томов было «Обратный отсчёт — США» (англ. Countdown—USA).
«Обманщики» представляют собой «особое исследование использования измышлений, искажений истины и вырывания из контекста цитат». В нём исследуются такие произведения, как Протоколы сионских мудрецов, «10 „не можешь“» Уильяма Боеткера, ошибочно приписываемые Аврааму Линкольну, а также теории заговора про Бильдербергский клуб и иллюминатов.
Книга получила положительные отзывы от прокурора Роберта Кенни и конгрессмена Далипа Сингха Сауда.

## Публикации
- Kominsky, Morris. The Hoaxers: Plain Liars, Fancy Liars and Damned Liars. — Boston: Branden Press Inc., 1970 ISBN 0-8283-1288-5